# Palaeocentrotus
Palaeocentrotus es un género extinto de peces del orden Lampriformes. Fue descrito científicamente en 1941 por Kühne.